# Villar (Hermandad de Campoo de Suso)
Villar es una localidad del municipio cántabro de la Hermandad de Campoo de Suso, en España. Contaba con una población de 68 habitantes en el año 2024, según el INE. Está a 970 m s. n. m., en la ribera del Río Híjar, y dista 3 kilómetros de la capital municipal. Su término comparte con Proaño y Hoz de Abiada, el lote de caza mayor de la Reserva del Saja llamado «Lote Proaño, Villar y La Hoz».
En Villar encontramos un alojamiento rural.

## Paisaje y naturaleza
El casco urbano de Villar se sitúa un poco elevado, sobre las primeras cuestas del Liguardi, dominando la amplia vega que forma el río Híjar más abajo, al mediodía del pueblo. Al norte, pegado a las últimas casas, se extiende un amplio robledal, que ocupa también los terrenos de Proaño y Hoz de Abiada. En la parte baja, en las orillas del Híjar, hay extraordinarias agrupaciones de vegetación de ribera con buenos ejemplares de fresnos, chopos y sauces que se funden en la margen derecha con bosquetes de roble bajo y con alineaciones de la misma especie que se utilizan como linderas en la pradera de San Miguel, en Somacelada.

## Patrimonio histórico
La iglesia parroquial de los Santos Justo y Pastor, sigue las premisas del Barroco campurriano de los siglos XVII y XVIII, sencillo y desornamentado, claramente influido por la corriente herreriana que aquí se aprecia con claridad en el piso de troneras de la torre y en la portada con arco entre pilastras toscazas y frontón. En el interior, la capilla de Santa Lucía y el baptisterio descubren arcos apuntados que recuerdan a una iglesia anterior, posiblemente del siglo XV, a tenor de su estilo. Lo más interesante es sin ninguna duda el retablo mayor, obra de los tracistas Francisco y Felipe de Cuetos y dorado por Toribio Seco. Consta de dos cuerpos sobre banco y cinco calles. En el piso inferior todas las calles son de la misma altura del friso por la calle central, que es ocupada es su totalidad por al custodia. En el superior, las calles laterales se escalonan hacia la central, adaptándose al arco de medio punto que genera la bóveda del transpeto. El lenguaje arquitectónico remite al clasicismo trentino de las primeras décadas del siglo XVII. Se utilizan columnas corintias con fustes entorchados, entablamentos y un juego de frontones curvos a modo de ático en el que ya se notan aires barrocos. En lo escultórico, se alternan los relieves de las calles laterales y del banco, que cuentan escenas de la vida de cristo y de los Santos Justo y Pastor, con la escultura de bulto, que presenta imágenes de santos. Son buenas las de Pablo y Pedro y las de los titulares de la iglesia. El retablo de Santa Lucía, es muy posterior, concretamente de 1783, y en él se aprecia el estilo rococó de su autor, el campurriano Manuel García Bayllo.
La arquitectura tradicional de Villar cuenta con ejemplares dignos de mención como la casona-torre de los Celis, posiblemente del siglo XVII, con añadido posterior de la torre y magnífica portalada con escudo. Por su lado occidental, se adosan otras dos casas con planta baja y dos pisos, que son en sí mismas un resumen de la evolución de la arquitectura campurriana en los dos últimos siglos. Algo parecido ocurre con la casa del albergue, en la que resulta muy vistoso el juego cromático conseguido entre el encalado de los muros y el dentellado irregular de los sillares de la puerta, las ventanas y los esquinales.
Hay muchas otras de calidad, repartidas por todo el pueblo como la Casa Concejo, con rica decoración de tipo geométrico y vegetal alrededor de la ventana central, o las que vemos por las calles Monroy, Robleo o el Cigüeñal.
La ermita de San Miguel, se encuentra bastante alejada del casco de Villar, al otro lado del Híjar, en el lugar conocido como Somacelada. Es un edificio probablemente del XVIII, de una nave y espadaña a los pies de tres troneras. El retablo del altar mayor es obra de Valeriano Martínez y los laterales sin de este siglo, del reinosano Díez Vicario. La ermita goza de gran fama en la comarca campurriana puesto que en ella se guarda la imagen de la Virgen de Labra, patrona de la Hermandad de Campoo de Suso, cuya festividad se celebra el 5 de agosto, día de Nuestra Señora de Las Nieves. En realidad, la imagen que se venera en la actualidad es una réplica, realizada en 1914, de la original que desapareció durante la contienda de 1936. Cuenta la historia que la imagen la encontró un pastor llamado Justo Bazo el 22 de julio de 1615 en la cumbre de Cuesta Labra, construyéndose poco después una ermita en el mismo lugar del encuentro, En 1703 se traslada a otra ermita más cercana y menos afectada por los rigores invernales, que se hace a tal efecto en la Braña de Domingo, entre Mazandrero y Celada de los Calderones, Pero parece que también aquí las nevadas causaron bastantes incomodidades, porque se decide, en 1838 su traslado definitivo a esta ermita de San Miguel de Somacelada.
- Datos: Q6162852